# Књига о доброј љубави
„Књига о доброј љубави“ (Libro de buen amor) (1330. и 1343), такође звана и "Књига Архипрезвитера" (Libro del Arcipreste) или "Књига песама" (Libro de los cantares), како постојећи рукописи немају називе, је дело клеричке песничке вештине из XIV века. Представља обимно дело од 1728 строфа и сматра се једним од највећих шпанских књижевних дела икада, не само у средњем веку.
Књига о доброј љубави је једна пародија куртоазне љубави са аутобиографским формама, чије методе опонаша аутор. Лида де Малкиел(María Rosa Lida de Malkiel) наглашава да је аутобиографија Књиге изузетно јединствена због културног амбијента хришћанске Шпаније XIV века. Главни аспект књиге о љубави је хумор зато што је Хуан Руис један од највећих представника хумора шпанске књижевности. Књига чини конфликт реалне вредности праве љубави и апстрактости божанске љубави. Књига о доброј љубави је, без сумње, шпанска књижевна творевина која је у већим размерама порасла у интересу модерне критике. Ова књига, заједно са делима "Песма о Сиду" (Poema de Mio Cid), "Романсеро" (Еl Romacero),"Селестина" (La Celestina),"Лазарчић" (Еl Lazarillo) и "Дон Кихот" (Еl Quijote) представља један концепт који, несумљиво, ствара групу текстова који никада не изумиру.

## Рукописи
Године 1790. Томас Антонио Санћес (Tomas Antonio Sánchez) издаје први пут текст под називом „Poesías del Arcipreste de Hita” који се налази у IV тому “Colección de poesías Castellanas anteriores al siglo XV”. Ту је репродуковао рукопис под називом „С“, најкоплетнији, који се чувао у Дворској библиотеци (Biblioteca de Palacio) и који је преписан од стране Алфонса де Парадина (Alfonso de Paradino), 1415. године. Рукопис, од када је преписан од стране Алфонса, прво се налазио на факултету Сан Б „Colegio de San Bartolomé de Salamanca“ док Карлос III није пренео део рукописа из Библиотеке у Краљевску Палату (Palacio Real). Данас се налази поново на Универзитету у Саламанки. Раније, П. Сармиенто познавао је друга два рукописа, мање комплетна: један је поседовао Бенито Мартинес Гајосо (Benito Martínez Gayoso) (по коме је и добио назив), данас се налази у Библиотеци Шпанске Краљевске Академије, преписан крајем XIV века. – назван рукописоm „Г“. Други је припадао катедрали у Толеду а данас се чува у Националној библиотеци у Мадриду(Biblioteca Nacional de Madrid), сматра се да је написан почетком XV века, и познат је под називом "Т".
Између рукописа "Г" и "Т", са једне стране, и рукописа "С", са друге, постоје велике разлике. "С" је комплетнији, новији и садржи одломке којих нема у рукописима "Г" и "Т". Ти одломци су следећи:
- Уводна реченица у којој аутор дела моли Бога и Девицу да га избави из заточеништва у коме се налази.
- Прозни пролог у коме се аутор извињава (иронично) због намере књижевног дела и вреднује његове метричке аспекте.
- Похвале Светој Марији (Santa Maria)
- Две епизоде у којима се појављује проводаџија Урака.

Међутим, највеће неслагање представља датум настанка дела: једни сматрају да је то 1330. година (рукопис Т) док други сматрају да је то 1343. година (рукопис С). Они који се залажу за постојање две различите верзије, објашњавају појаву различитих датума на следећи начин: сложенија верзија С била би производ прегледа примитивног облика Књиге о доброј љубави.

## Структура дела
Поетска књига Хуана Руиса, данас позната под називом Libro de buen amor (Књига о доброј љубави), представља, и садржајно и метрички, синтезу епског и лирског песништва. По својој структури, садржини и метричкој форми ова књига првенствено припада епској поезији. Архипрезвитер из Ите (Arcipreste de Hita) јединствена је појава шпанске средњовековне књижевности. Један од првих писаца чије је име остало сачувано све до данас, он је представник грађанске класе која се полако ствара и њених погледа на живот. У своме једином делу написаном, верује се, у четвртој деценији XIV века, он је изразио своју веома особену визију кастиљанског друштва тога доба. Његова Књига чији прави смисао није лако данас одгонетнути, обично се тумачи као поетски начин разграничавања два типа љубави: buen amor (чиста, узвишена љубав) и loco amor (овоземаљска, телесна љубав). Ова књига је својим највећим делом сачињена од наративних песама написаних у складу са правилима „клеричке песничке вештине“, у којима се уочава изузетна песникова обдареност за живо, непосредно и занимљиво приповедање. Те наративне песме су увек написане у дугом стиху.
Својом садржином и својом структуром то је веома сложено, дело у коме су здружени песнички састави како наративног, тако и лирског карактера. Менендес Пелајо прегледно је изложио саставне делове ове песничке творевине шпанске средњовековне књижевности. По његовом мишљењу, то су:
- Пикарски роман аутобиографског облика чији је главни јунак сам аутор. [...] На местима где се прекида радња, увек неуједначена и замршена, уметнута је следећа грађа:
- Збирка примера (enxiemplos), тј. басни и прича, које се обично појављују у дијалогу као примена размишљања и њихова потврда.
- Парафраза Овидијеве Umetnosti ljubavi.
- Комедија De Vetula од Псеудо-Памфила, подражавана или тачније препричана, али из драмске форме пренета у наративну, с многим сачуваним остацима изворног дијалога.
- Бурлескна песма или епска пародија Битка између Дон Карнала и доње Куаресме.
- Разне сатире, од којих је неке надахнула муза згражења, као што су стихови о својствима новца, а друге безазлане и љупке, као прекрасна похвала малих жена.
- Збирка лирских песама, црквених и световних у којој се уочава веома велика разноврсност тема и метричких облика, где ипак, у црквеној области преовлађују песме и похвале Богородици, а у световној, песме о брђанкама и сеоске песме.
- Разне моралне и аскетске дигресије, са траговима забелешки које је архипрезвитер можда правио за своје проповеди, ако их је понекад држао.[6]

## Тематика дела
Назив Libro de buen amor предложио је Менендес Пидал (Menéndez Pidal) на основу различитих одломака које аутор назива <<de buen amor>>. Пре његовог предлога, књига су Libro de Vantares del Arcipreste или Libro del Arcipreste de Hita. Назив предложен од стране Менендеса Пидала је прихваћен једногласно.
Садржајну потку читавог дела чини сукоб између две врсте љубави: buen amor (добра, права, чиста љубав), духовно осећање чији најузвишенији израз је божанска љубав и loco amor, путена љубав, извор многих невоља и зла у животу човека и жене.
Верујући да човек треба да стреми ка остварењу праве, узвишене љубави, Хуан Руис ипак без оклевања признаје да loco amor има много чари и да људе неодољиво привлачи. Описујући човеково распињање између ове две врсте љубави од којих ова друга, земаљска, чулна, врло често доноси превагу, Хуан Руис живо, оштроумно, духовито, а много пута и сатирично, описује шпанско друштво у коме живи. То је време доста слободних обичаја, попуштања надзора цркве и све израженије жеље за уживањем у овоземаљским радостима. И многи представници свештеничког сталежа дају верницима саблажњив пример својим распусним животом. Мудар и оштроуман, свестан свих порока архипрезвитер из Ите слика фреску изузетне уверљивости и живописности и у своме песничком делу оставља спомен о наравима и обичајима кастиљанског друштва у првој половини XIV столећа. То дело од око седам хиљада стихова не представља формалну целину.. Оно је заиста необично по својој садржајној и формалној разноврсности. Почиње скрушеном песниковом молитвом којом се овај обраћа Богу тражећи помоћ и очекујући избављење из тамнице у коју је доспео туђом кривицом. У наставку се налази одломак у прози у коме аутор, уз многе цитате на латинском, објашњава смисао свог дела. Он жели да своје читаоце усмери ка доброј љубави; да би то постигао, он хоће да им покаже добре и рђаве стране живота на земљи, искушења која вребају на сваком кораку и опасности којима се излажу они који се неопрезно препуштају грешној љубави.
После овако замишљеног уводног дела нижу се песничке композиције, наративне и лирске, разнородног садржаја. У наративном облику написане су дидактичке песме, новелистичке песме и басне – басне обично, примером узетим из животињског царства, илуструју ситуацију из људских односа описану у поучној песми. Дидактичке песме садрже мноштво моралистичких размишљања, поука, опомена; у њима су описани разни пороци (завист, грамљивост, пожуда, уображеност, прождрљивост, себичност).
У Књизи о доброј љубави, иако несумњиво смишљено употребљене као илустрација појединих ауторових тврђења, басне не делују ни сувопарно ни наметљиво. Хуан Руис је у обраду познатих тема унео свежину, непосредност и духовитост, тако да његове басне, поред наравоученија које се увек налази у њима, представљају штиво које разонођује, насмејава и разгаљује читаоца.
Дело је састављено од строфа које су различитог карактера, у којима се истиче верско и световно, приповедање са лирским елементима, басне и сатире, разни културни утицаји и лично запажање. Међутим, упркос свим разноврсним елементима, има основну јединицу стила, од тона који је ствара и моћну личност аутора који претвара све у сопствену супстанцу. После иновације Богу и објашњења својих захтева, песник коментарише Аристотелов пролаз и да се људи у животу боре за две ствари: за средтсва за живот и за проналазак одговарајуће жене. Признаје своју велику склоност ка женама и почиње да препричава своје авантуре. Хуан Руис, један од истинских представника свештенства, придаје велики значај хугларима у својим песмама и да је заправо то оно што ово дело чини непотпуним.
Кроз читаво дело провлачи се оштра критика шпанског друштва прве половине XIV века. Она је некад обојена добронамерном иронијом, а некад се претвара у праву немилосрдну сатиру. Непосредно и маштовито Хуан Руис исмева многе друштвене институције и сталеже свога доба. Изврглава руглу, на првом месту, развратне, лакоме, лицемерне свештенике; адвокати и судије су такође приказани тамним бојама; подсмева се женској лакомислености, превртљивости и грамжљивости. Друштвом у коме он живи влада новац- његова моћ је неограничена. Док се о намери Либро обично расправља у филолошким и постструктуралистичким терминима као о арс аморис, доктринарном делу, пародији или делу које обликује двосмисленост језичког знака, Хуан Ескуридо тврди да су намера песме, антропологија и легитимација се заснива на естетици радости.

## Лирско у делу
Књига, међутим, садржи и известан број лирских песама које су изванредно значајне како због своје неоспорне уметничке вредности, тако и као драгоцено сведочанство о постојању извесних лирских врста о кастиљанској поезији тога времена.
У архипрезвитеровој Књизи заступљене су следеће врсте лирских песама:
Cántica. Песма побожне садржине. Има их шест: четири садрже похвале Богородици, а у двема песник описује Христово страдање.
Gozo. Врсте песама испеваних у славу Богородице. Има их четири. Маријанске теме су биле веома омиљене у средњовековоној поезији. Хуан Руис у тим песмама, као и у оним о Христовом страдању, одређује конвенционалне теме религиозне лирске поезије. Хвалоспеве Богородици пре њега писао је Алфонсо Учени (на галисијско-португалском), а Гонсало де Барсео на кастиљанском.
Међу ове песме треба убројати и Ave Maria de Santa Maria, у којој је молитва „Здраво, Марија“ послужила аутору као основа да испева песму о Богородици.
Cantar de ciegos (слепачка песма) и cantar de escolares (дијачка песма). По речима самог Хуана Руиса, он је био испевао многе песме за разне категорије уличних певача, чак и за јеврејске и маварске певаче („para judios c moros .“).
```
"Cantares fiz’algunos, de los que disen los ciegos,
E para escolares, que adan nocharniegos [...]"
```

```
(„Саставих неке песме, од оних које казују слепци
и за дијаке, који су ноћобдије...“)
```

И по својој садржини, и по свом облику ове врсте песама су сличне. Обе су служиле за тражење милостиње. У дијачкој, дијаци моле да им се у име Бога удели милостиња; набрајају се заслуге које ће дародавци стећи на овом и на оном свету својим племенитим поступком.
```
„El byen, que por Dios feçiéredes,
La limosna, que a mi diéredes,
Quando deste mundo saliéredes,
Esto ves avrá á ayudar.”
```

```
(“Добро које ћете у име Бога учинити,
милостиња коју ћете мени дати,
када будете овај свет напустали,
то ће вам бити од користи.“)
```

Две слепачке песме које су записане на самом крају Књиге много су упечатљивије. У њима се поред молбе да се удели милостиња, набрајају добра – материјална и духовна – која слепи просјаци желе за своје племените дародавце:
Хуан Руис, који је поред клеричке песничке вештине, обично познавао и хугларску усмену традицију, није крио да је радо често саставаљао стихове за скромне, путујуће певаче. Зато је могуће претпоставити да је ове своје песме саставио по угледу на оне које су већ певане у народу.
Troba (стихови намењени певању). Под насловом De lo que aconteçióal arçipreste con Fernando García, su menssajero ( О ономе што се догодило архипрезвитеру са Фернандом Гарсијом, његовим гласоношом), и у форми, и у стилу, осећа се утицај популарне, усмене поезије.
Овој песми претходи наративна песма у којој је аутор изнео незгоду коју је доживео са непоузданим пријатељем кога је послао као гласника код девојке која му се допадала, а који је искористивши прилику, девојку освојио за себе. У лирској песми (troba) он се враћа на исту тему и, уз духовиту игру речи везану за име лепе лекарице Крус (cruz– крст), уз благу иронију, описује своју оданост према девојци и лицемерје непоузданог и непоштеног пријатеља.
Cántica de serrana (песма о пастирици из планине). Четири песме посвећене пастирицама које је песник срео у току својих путовања кроз планину представљају прве сачуване примере ове лирске врсте у шпанској поезији. Сваки овај сусрет песник је прво описао у наративној песми дугог стиха (cuaderna vía), да би је касније преточио у лирску песму кратког стиха. Прве три су састављене од осмераца, а четврта од шестераца. У њима песник духовито и живописно, уз мноштво реалистичких детаља, описује себе као уморног, гладног и промрзлог путника који, изгубљен у планини, среће, у току својих лутања, четири пастирицие. Оне су ружне, грубе, ограничене и уливају му страх. Али приморан да од њих тражи помоћ, и привремено уточиште, он им се љубазно обраћа и настоји испунити њихове разноврсне захтеве: једна тражи да јој обећа богате поклоне, друга да је узме за жену, трећа захтева новац, а четврта пошто га је на леђима однела до своје колибе и ту са њим поделила вечеру, тражи да он са њом подели постељу. С обзиром на ружноћу и простоту ових говедарица, песникове пустоловине са њима имају изразито комичну ноту.
Лирске песме, за које је Хуан Руис несумњиво имао узоре у усменим формама омиљеним у широким круговима кастиљанског становништва, уносе у његову Књигу свежину и непосредност народне лирике. Врло је вероватно да су биле намењене певању.
Поред песама које по својој садржини и метричком облику несумњиво припадају лирској поезији, лиризам се провлачи кроз читаво ово дело. „Прави лиризам архипрезвитерове поезије“ – каже К. Гаројано – „заснован је на транспозицији објективног у субјективно, не толико зато што усваја аутобиографску шему (то је спољашњи вид структуре), већ зато што у радњу изручује преобиље својих осећања, страсти или стрепњи.

## Ауторство
Датум настанка дела је дао могућност за проналажење новог трага о аутору Књиге, чије име, судећи по последњим тврдњама, је Хуан Руис (Juan Ruiz, Arcipreste de la villa de Hita). Још једном, научници су показали своје неслагање, сугеришући супротна решења за ову нову енигму, што доводи до две могућности са њихове тачке гледишта: а) Хуан Руис је само књижевна фикција б) Хуан Руис је личност која је заиста постојала. На основу друге могућности, која је вероватно тачна, јавља се неколико опција: од тога да је Хуан клерик(свештеник) из Валдавека до могућности да је био професор певања. Кандидат који је добио највећу подршку је онај кога су Саес(Sáez) и Тренћс (Trenchs) предложили 1973. године, а то је Хуан Руис (или Родригес) де Сиснерос (Juan Ruiz de Cisneros), личност која је била повезана са дон Гилом де Алборнос (Gil de Albornoz)који је цитиран у делу и који је задавао различита задужења у цркви између 1318. и 1353. године. Међутим, има нечег чудног у свим овим претпоставкама: ниједно име се не повезује са аутором, Архипрезвитером из Ита.
Након овога, Франсиско Хавиер Ернандес (Francisco Javier Hernandez) (1984) изненадио је научнике који су се бавили делом, документом у коме се по први пут појављује Хуан Руис, Архипрезвитер из Ите: ради се о копији пресуде из 1330. године издатој у Алкали де Енарес Лоренсу, Canónigo из Сеговије, у спору између дон Химена де Луна (Gimeno de Luna), архиепископа из Толеда, свештеника и савета из Мадрида. Ово се сматра одлучујућим доприносом, упркос примедбама Х. А. Келија (H. A. Kelly) (1985), по коме датум настанка дела није ниједан од оних који се појављују у рукописима.
Хуан Руис, о чијем живозу је сачувано врло мало података, несумњиво је био црквено лице: у Ити, малом месту недалеко од Алкале де Енарес вршио је дужност архипрезвитера, тј. био је најстарији по рангу међу тамошњим свештеницима. Из данас недовољно јасних разлога надбискуп из Толеда Хил де Алборнос (Gil de Albornoz) бацио га је у тамницу у којој је започео писање своје књиге.

## Утицај
Постојање ова три рукописа, од којих ниједан није комплетан, су показатељи да је ово дело било познато и читано током средњег века, засигурно до проналаска штампе. Такође је сачувана и верзија из XIV века, која је написана на португалском. Књига се може сврставати у репертоар песама хуглара, судећи по осталим пронађеним фрагментима на крају кодекса који садрже хронику и завршавају се заједно са свим тим осталим материјалима. Одломци овог дела се могу пренети и усменим путем.
Истакао се велики утицај књиге Хуана Руиса у делу Chaucer , такође се наводи и дело Архипрезвитера из Талавере из XV века и Маркиза од Сантиљане . Без сумње, крајем XVI века, трагови књиге у књижевности су се значајно смањивали. Ова књига је била простудирана од стране Алана Д. Дејермонда, у његовом чланку ,, Ширење и прихватање добре љубави у Књизи добре љубави од Хуана Руиса до Томаса А. Санчеса: привремена хронологија“.